# Eily Malyon
Eily Malyon (* 30. Oktober 1879 in London, England als Eily Sophie Lees-Craston; † 26. September 1961 in South Pasadena, Kalifornien) war eine britische Schauspielerin.

## Leben und Karriere
Eily Malyon wurde als Tochter der Schauspielerin Agnes Thomas in London geboren. Die langjährige Theaterschauspielerin machte 1931 im Alter von 52 Jahren ihr Filmdebüt als Krankenschwester im Hollywood-Streifen Born to Love an der Seite von Constance Bennett. Wegen ihrer dürren, knochigen Gestalt und einem allgemein markanten Aussehen wurde Malyon meist in strengen bis feindseligen, oftmals altjüngferlichen Charakterrollen besetzt. Besonders häufig verkörperte sie in Nebenrollen Gouvernanten, Haushälterinnen, Tanten oder Lehrerinnen. Oftmals spielte sie in Literaturverfilmungen, so als tiefreligiöse Mrs. Cruncher in der Dickens-Verfilmung Flucht aus Paris oder als geheimnisvolle Haushälterin Mrs. Barryman im Sherlock-Holmes-Film Der Hund von Baskerville.
Im Jahr 1948 zog sie sich nach über 80 Filmauftritten aus dem Hollywood-Geschäft zurück. Malyon starb 1961 mit 81 Jahren im kalifornischen South Pasadena an einer Krebserkrankung.

## Filmografie (Auswahl)
- 1931: Born to Love
- 1932: Rasputin: Der Dämon Rußlands (Rasputin and the Empress)
- 1933: Today We Live
- 1933: Ein Mann geht seinen Weg (Looking Forward)
- 1934: Eight Girls in a Boat
- 1934: Nana
- 1934: Des Sträflings Lösegeld (Great Expectations)
- 1934: Novak liebt Amerika (Romance in Manhattan)
- 1934: Heirate nie beim ersten Mal (Forsaking All Others)
- 1935: Kampf um Indien (Clive of India)
- 1935: Die Elenden (Les Misérables)
- 1935: Das Zeichen des Vampirs (Mark of the Vampire)
- 1935: Diamanten-Jim (Diamond Jim)
- 1935: I Found Stella Parrish (I Found Stella Parish)
- 1935: Ah, Wilderness!
- 1935: Kind Lady
- 1935: Flucht aus Paris (A Tale of Two Cities)
- 1936: Der kleine Lord (Little Lord Fauntleroy)
- 1936: Draculas Tochter (Dracula’s Daughter)
- 1936: Ein rastloses Leben (Anthony Adverse)
- 1936: The White Angel
- 1936: Die Teufelspuppe (The Devil-Doll)
- 1936: Ein aufsässiges Mädchen (A Woman Rebels)
- 1936: Die Kameliendame (Camille)
- 1937: Fluß der Wahrheit (God’s Country and the Woman)
- 1937: Night Must Fall
- 1937: Another Dawn
- 1938: Shirley auf Welle 303 (Rebecca of Sunnybrook Farm)
- 1938: Entführt (Kidnapped)
- 1938: Gauner mit Herz (The Young in Heart)
- 1939: Die kleine Prinzessin (The Little Princess)
- 1939: Der Hund von Baskerville (The Hound of the Baskervilles)
- 1939: Ich war ein Spion der Nazis (Confessions of a Nazi Spy)
- 1939: On Borrowed Time
- 1939: Ihr seid nicht allein (We Are Not Alone)
- 1940: Der junge Edison (Young Tom Edison)
- 1940: Der Auslandskorrespondent (Foreign Correspondent)
- 1940: Das Ultimatum für Bohrturm L 9 (Flowing Gold)
- 1941: Reaching for the Sun
- 1941: Menschenjagd (Man Hunt)
- 1942: Meine Frau, die Hexe (I Married a Witch)
- 1942: Das unsterbliche Monster (The Undying Monster)
- 1943: Im Schatten des Zweifels (Shadow of a Doubt)
- 1943: Gefährliche Flitterwochen (Above Suspicion)
- 1943: Die Waise von Lowood (Jane Eyre)
- 1944: Der Weg zum Glück (Going My Way)
- 1944: Das siebte Kreuz (The Seventh Cross)
- 1945: Eine Frau mit Unternehmungsgeist (Roughly Speaking)
- 1945: Son of Lassie
- 1945: Paris Underground
- 1946: Devotion  [1943 gedreht]
- 1946: Die Werwölfin von London (She-Wolf of London)
- 1946: Geheimnis des Herzens (The Secret Heart)
- 1948: The Challenge